# Улица Уинстона Черчилля (Киев)
Улица Уинстона Черчилля (укр. Вулиця Уінстона Черчілля) — улица в Деснянском районе города Киева. Пролегает от улицы Академика Баха до улицы Академика Кухаря, в исторически сложившейся местности (районе) Соцгород.
Примыкают улицы Георгия Тороповского, Строителей, Сергея Набоки, бульвар Ивана Котляревского, улицы Дмитрия Багалея, Александра Лазаревского, Юрия Поправки, Гната Хоткевича, Якова Гнездовского, Екатерины Гандзюк, переулок Строителей, проспект Леонида Каденюка.

## История
Новая улица № 648 возникла в 1950-е годы.
29 декабря 1953 года Новая улица № 648 в Дарницком районе переименована в Красноткацкую улицу— в честь Дарницкого шелкового комбината, согласно Решению исполнительного комитета Киевского городского совета депутатов трудящихся № 2610 «Про наименование городских улиц» («Про найменування міських вулиць»).
Современное название в честь премьер-министра Великобритании Уинстона Черчилля — с 2023 года.

## Застройка
Улица пролегает в северо-восточном направлении параллельно улице Гетмана Павла Полуботка.
Парная и непарная стороны начала улицы (до примыкания улицы Гната Хоткевича) заняты многоэтажной (преимущественно 5-этажные дома) жилой застройкой (частично усадебной и малоэтажной), а также учреждениями обслуживания. Непарную сторону между проспектом Леонида Каденюка и улицей Якова Гнездовского занимает парк ДШК. Парная и непарная стороны в конце улицы (после примыкания улицы Якова Гнездовского) заняты нежилой застройкой и территориями промышленных предприятий.
Памятниками архитектуры: 2-этажные дома № 33/10, 37/9, 39/2, 41, 41А; № 39/2, 41, 41А — снесены.
Учреждения:
1. дом № 1А — электродепо «Дарница»
2. дом № 12 — школа № 99
3. дом № 31 — центр первичной медико-санитарной помощи № 3 Днепровского района
4. дом № 60 — опытное производство Института органической химии НАНУ
5. дом № 61 — завод «Радикал» (ранее Киевский завод химикатов)